# أوين هاميلتون
أوين هاميلتون (بالإنجليزية: Owen Hamilton) هو منافس ألعاب قوى جامايكي، ولد في 21 أبريل 1959.

## وصلات خارجية
- أوين هاميلتون على موقع أوليمبيديا (الإنجليزية)